# Slalomeuropamästerskapen i kanotsport 2008
Slalomeuropamästerskapen i kanotsport 2008 anordnades den 8-11 maj i Kraków, Polen. 

## Medaljsummering

### Medaljtabell
| Pl.    | Nation         | Guld | Silver | Brons | Totalt |
| ------ | -------------- | ---- | ------ | ----- | ------ |
| 1      | Slovakien      | 3    | 2      | 2     | 7      |
| 2      | Tyskland       | 2    | 0      | 2     | 4      |
| 3      | Tjeckien       | 1    | 2      | 1     | 4      |
| 4      | Polen          | 1    | 2      | 0     | 3      |
| 5      | Storbritannien | 1    | 0      | 1     | 2      |
| 6      | Italien        | 0    | 2      | 1     | 3      |
| 7      | Schweiz        | 0    | 0      | 1     | 1      |
| Totalt | Totalt         | 8    | 8      | 8     | 24     |

### Herrar
| Gren    | Guld                                                                                       | Poäng  | Silver | Poäng  | Brons | Poäng  |
| C-1     | Michal Martikán (SVK)                                                                      | 186,91 | Stanislav Ježek (CZE)                                                                                     | 187,89 | Alexander Slafkovský (SVK)                                                                                  | 189,73 |
| C-1 lag | Slovakien Michal Martikán Alexander Slafkovský Matej Beňuš                                 | 214,81 | Polen Krzysztof Bieryt Grzegorz Kiljanek Dawid Bartos                                                     | 218,56 | Tyskland Christian Bahmann Nico Bettge Lukas Hoffmann                                                       | 222,78 |
| C-2     | Slovakien Pavol Hochschorner Peter Hochschorner                                            | 198,76 | Slovakien Ladislav Škantár Peter Škantár                                                                  | 207,00 | Italien Andrea Benetti Erik Masoero                                                                         | 207,23 |
| C-2 lag | Tyskland Marcus Becker & Stefan Henze Kay Simon & Robby Simon David Schröder & Frank Henze | 251,09 | Polen Marcin Pochwała & Paweł Sarna Dominik Weglarz & Dawid Dobrowolski Dariusz Wrzosek & Jarosław Miczek | 254,95 | Slovakien Pavol Hochschorner & Peter Hochschorner Ladislav Škantár & Peter Škantár Tomáš Kučera & Ján Bátik | 257,75 |
| K-1     | Campbell Walsh (GBR)                                                                       | 181,63 | Daniele Molmenti (ITA)                                                                                    | 181,76 | Fabian Dörfler (GER)                                                                                        | 182,41 |
| K-1 lag | Polen Dariusz Popiela Grzegorz Polaczyk Mateusz Polaczyk                                   | 204,76 | Italien Diego Paolini Daniele Molmenti Luca Costa                                                         | 207,28 | Schweiz Michael Kurt Mathias Röthenmund Moritz Lüscher                                                      | 209,11 |

### Damer
| Gren    | Guld                                                 | Poäng  | Silver                                                    | Poäng  | Brons                                                       | Poäng  |
| K-1     | Štěpánka Hilgertová (CZE)                            | 200,89 | Marie Řihošková (CZE)                                     | 201,50 | Irena Pavelková (CZE)                                       | 203,97 |
| K-1 lag | Tyskland Claudia Bär Mandy Planert Jasmin Schornberg | 230,62 | Slovakien Jana Dukátová Elena Kaliská Gabriela Stacherová | 236,59 | Storbritannien Fiona Pennie Louise Donington Laura Blakeman | 253,44 |